# Lismori
Lismori (Licimori, Lisimori) ist eine osttimoresische Aldeia im Suco Madabeno (Verwaltungsamt Laulara, Gemeinde Aileu). 2015 lebten in der Aldeia 190 Menschen.

## Geographie und Einrichtungen
Die Aldeia Lismori liegt im dwesten des Sucos Madabeno. Östlich befindet sich die Aldeia Manufoni und südlich die Aldeia Desmanhata. Im Westen grenzt Lismori an den Suco Tohumeta und im Norden an den Suco Cotolau. Entlang der Nordgrenze fließt in der Regenzeit der Bemos, ein Quellfluss des Rio Comoro. Von Desmanhata aus führt eine Straße nach Lismori, dem Hauptort der Aldeia. Hier befindet sich auch eine Grundschule. Weitere Siedlungen befinden sich weiter nördlich.
Die Aldeia befindet sich an einem Nordhang, der vom Ort Lismori (Meereshöhe 711 m), an der Südgrenze, bis zum nördlichen Grenzfluss Bemos auf einer Strecke von weniger als einem Kilometer um 400 m abfällt.

## Politik
Bei den Kommunalwahlen in Osttimor 2009 wurde Zeca Soares Araújo zum Chefe de Aldeia gewählt. Die nächsten Wahlen fanden 2016 und 2023 statt.